# Stazione di Yonezawa
La Stazione di Yonezawa (米沢駅?, Yonezawa-eki) è una stazione ferroviaria di Yonezawa, nella prefettura di Yamagata nella regione del Tōhoku.

## Linee
East Japan Railway Company
■ Yamagata Shinkansen
■ Linea principale Ōu
■ Linea Yonesaka